# Lista över utmärkelser som mottagits av Angela Merkel

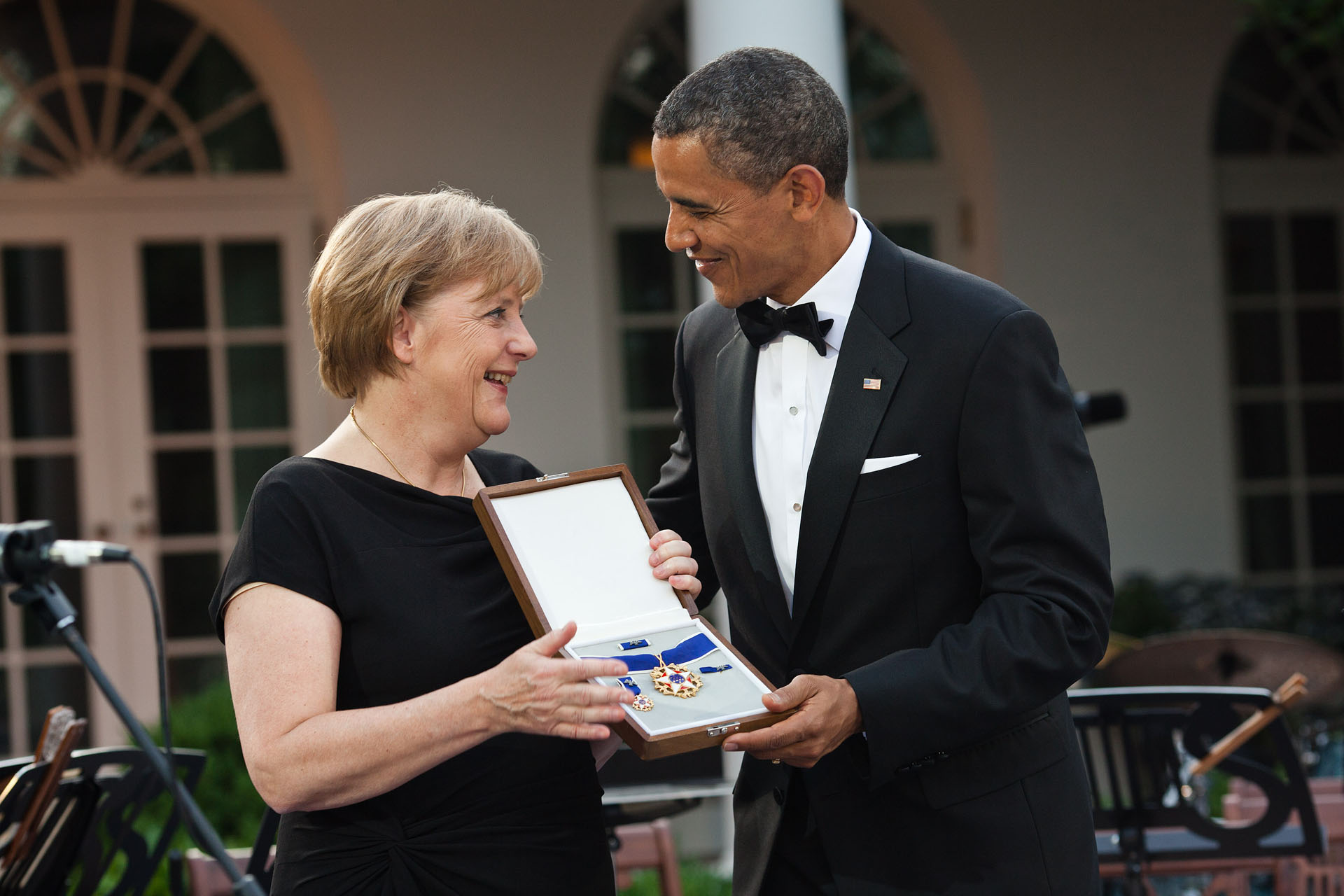
Merkel tar emot Presidentens frihetsmedalj på Vita huset

Angela Merkel tog emot flera utmärkelser under sina 16 år som Tysklands förbundskansler då hon också kallades för fria världens ledare.

## Ordnar
- storkors av 1:a klass av Förbundsrepubliken Tysklands förtjänstorden (Tyskland, 2023)[4]
- riddare av Bayerska förtjänstorden (Bayern, 2023)[5]
- storkors av Italienska republikens förtjänstorden (Italien, 2006)[6]
- storkors av Norska förtjänstorden (Norge, 2007)[7]
- 3 klass av Kung Abdulaziz orden (Saudiarabien, 2007)[8]
- kedja av Henrik Sjöfararens orden (Portugal, 2021)[9]
- 1 klass av Stara Planina-orden (Bulgarien, 2010)[10]
- Presidentens frihetsmedalj (USA, 2011)[11]
- riddare av Presidentens medalj (Israel, 2014)[12]
- Stor hedersdekoration i guld med ordensband av Österrikiska förtjänstorden (Österrike, 2015)[13]
- storkors av Vytautasorden (Litauen, 2017)[14]
- 1 klass av Vita dubbelkorsets orden (Slovakien, 2019)[15]
- 1 klass av Terra Mariana-korsets orden (Estland, 2021)[16]
- storkors av Luxemburgs förtjänstorden (Luxemburg, 2021)[17]
- storkors av Renässansens högsta orden (Jordanien, 2021)[18]
- storkors av Hederslegionen (Frankrike, 2021)[19]
- riddare av Frihetsorden (Ukraina, 2021)[20]
- storkors av Leopoldsorden (Belgien, 2021)[21]
- storofficerare av Tre Stjärnors orden (Lettland, 2019)[22]
- riddare av Republikens orden (Moldavien, 2015)[23]
- riddare av Exceptionella meriternas orden (Slovenien, 2021)[24]
- kedja av Zayedorden (Förenade arabemiraten, 2010)[25]

Storkors av 1:a klass av tyska förtjänstorden är Tysklands högsta möjliga utmärkelsen som delas till tyska medborgare. Då Merkel mottog den år 2023 blev hon bara den tredje personen i Tysklands historia som beviljades utmärkelsen. Innan Merkel hade bara Konrad Adenauer och Helmut Kohl, som har också fungerat som förbundskansler, mottagit utmärkelsen.

## Hedersdoktorsgrader
| Land          | År   | Universitet                           | Källa  |
| ------------- | ---- | ------------------------------------- | ------ |
| Israel        | 2007 | Hebreiska universitetet i Jerusalem   | [ 27 ] |
| Tyskland      | 2008 | Leipzigs universitet                  | [ 28 ] |
| Schweiz       | 2009 | Universität Bern                      | [ 29 ] |
| Bulgarien     | 2010 | Rusen-universitet                     | [ 30 ] |
| Rumänien      | 2010 | Babeș-Bolyai-universitet              | [ 31 ] |
| Sydkorea      | 2010 | Kvinnouniversitetet Ewha              | [ 32 ] |
| Israel        | 2011 | Tel Avivs universitet                 | [ 33 ] |
| Nederländerna | 2013 | Radboud-universitet i Nijmegen        | [ 32 ] |
| Slovakien     | 2014 | Comenius-universitet i Bratislava     | [ 34 ] |
| Ungern        | 2015 | Szegeds universitet                   | [ 35 ] |
| Kina          | 2016 | Nanjings universitet                  | [ 32 ] |
| Belgien       | 2017 | Gents universitet                     | [ 36 ] |
| Belgien       | 2017 | Katholieke Universiteit Leuven        | [ 36 ] |
| Finland       | 2017 | Helsingfors universitet               | [ 37 ] |
| Israel        | 2018 | Haifas universitet                    | [ 38 ] |
| USA           | 2019 | Harvard University                    | [ 39 ] |
| USA           | 2021 | Johns Hopkins University              | [ 40 ] |
| Israel        | 2021 | Technion                              | [ 32 ] |
| Frankrike     | 2023 | Institut d'études politiques de Paris | [ 41 ] |

## Övriga utmärkelser
TIME nominerade Merkel som årets person år 2015.
Merkel tog emot Karlspriset år 2008.